# 오노메 에비
오노메 에비(Onome Ebi, 1983년 5월 8일 ~ )는 나이지리아의 여자 축구 선수이다. 포지션은 수비수이며, 현재 중국 여자 슈퍼리그의 허난 후이상에서 활동하고 있다.

## 클럽 경력
2001년에 나이지리아 여자 프리미어리그 소속 여자 축구 클럽인 오디미란 베이브스에 입단하면서 데뷔했으며 2008년에는 바이엘사 퀸스로 이적했다. 2009년부터 2010년까지 스웨덴 다말스벤스칸 소속 여자 축구 클럽인 피테오 IF, 유르고르덴 IF 소속으로 활동했다. 2010년에는 뒤벤질레르 리세시스포르(현재의 륄레부르가즈 39 스포르)로 이적하면서 터키 여자 1부 축구 리그 무대에 데뷔했다.
2011년부터 2013년까지 아타셰히르 벨레디예스포르 소속으로 활동하면서 팀의 터키 여자 1부 축구 리그 2회 우승에 기여했고 2013년에는 순나노 SK로 이적하면서 스웨덴 무대에 복귀했다. 2014년부터 2017년까지 벨라루스 여자 프리미어리그 소속 여자 축구 클럽인 ZFK 민스크 소속으로 활동하면서 팀의 벨라루스 여자 프리미어리그 1회 우승, 벨라루스 여자컵 1회 우승에 기여했다. 2018년에는 중국 여자 슈퍼리그 소속 여자 축구 클럽인 허난 후이상으로 이적했다.

## 국가대표 경력
아프리카 출신의 여자 축구 선수로는 최초로 5차례의 FIFA 여자 월드컵(2003년, 2007년, 2011년, 2015년, 2019년)에 참가했으며 2008년 베이징 하계 올림픽에 참가했다. 6차례의 아프리카 여자 네이션스컵(2008년, 2010년, 2012년, 2014년, 2016년, 2018년)에 참가했고 2010년, 2014년, 2016년, 2018년 대회에서 나이지리아의 우승을 견인했다.

## 수상

### 클럽
아타셰히르 벨레디예스포르
- 터키 여자 1부 축구 리그 2회 우승 (2011-12, 2012-13)

ZFK 민스크
- 벨라루스 여자 프리미어리그 1회 우승 (2014)
- 벨라루스 여자컵 1회 우승 (2014)
- 벨라루스 여자 슈퍼컵 2회 우승 (2014, 2015)

### 국가대표
- 2010년 아프리카 여자 축구 선수권 대회 우승
- 2014년 아프리카 여자 축구 선수권 대회 우승
- 2016년 아프리카 여자 네이션스컵 우승
- 2018년 아프리카 여자 네이션스컵 우승